# Guadalope
Pour les articles homonymes, voir Guadalupe.
Le Guadalope est une rivière espagnole, et un affluent de l'Èbre, dans le nord-est de l’Espagne.

## Géographie

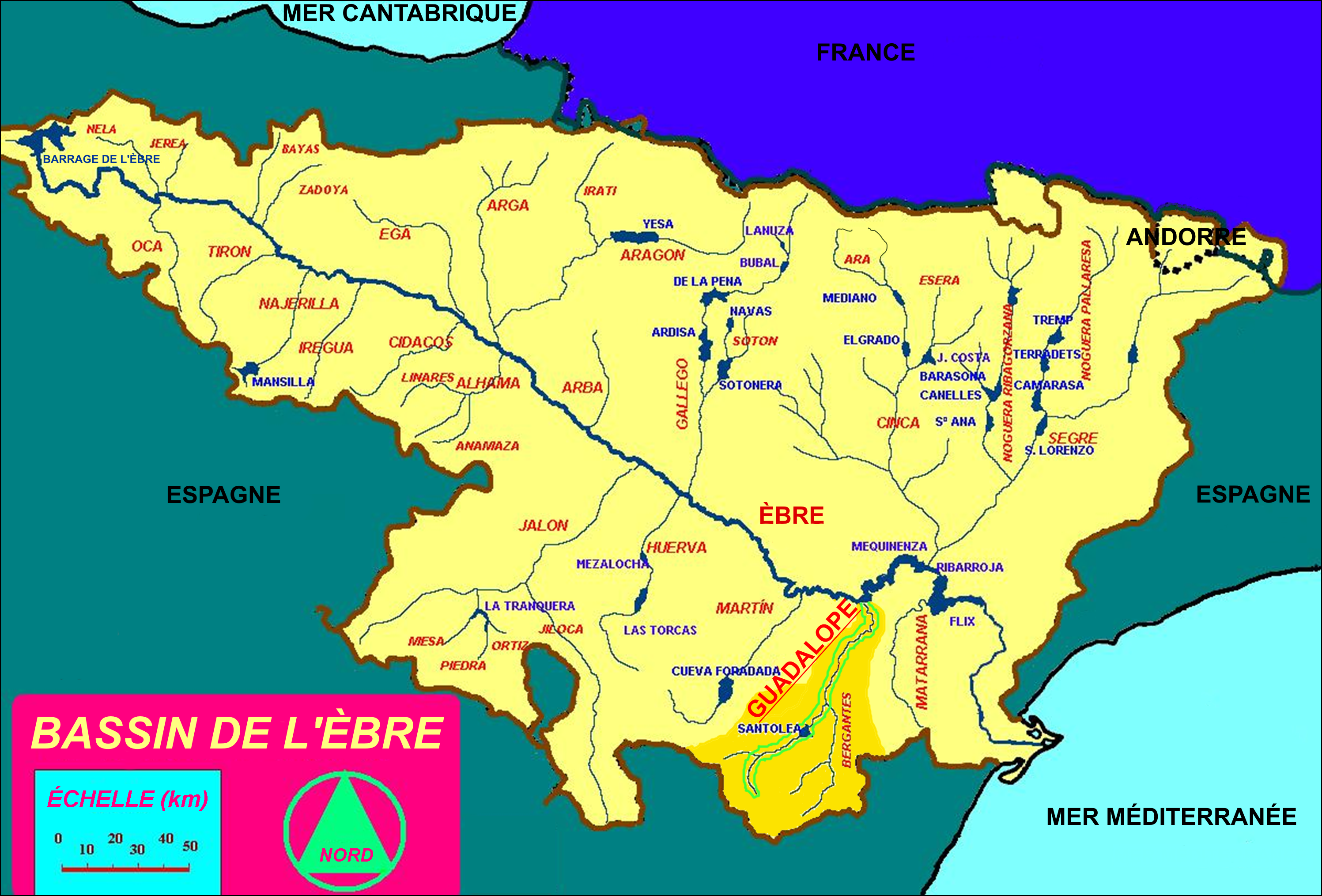
Cours du Guadalope au sein du bassin de l’Èbre, nord-est de l’Espagne.

La longueur de son cours d'eau est de 160 km et son bassin versant de 3 890 km2.